# Mghellef fi ghlâfou
Le mghellef fi ghlâfou' est une entrée traditionnelle algérienne.

## Origine et étymologie
L'origine de cette entrée est algéroise. Quant à son nom, il provient de l'arabe algérien signifiant « l'enveloppé dans son linceul ».

## Description
Cette entrée est faite de cigares de feuille de brick, fourrés d'une farce à la viande hachée, d'œufs, d'oignons et parfumés à la cannelle. Ces cigares sont ensuite arrosés d'une sauce épicée aux pois chiches.